# Grupo de los Conservadores y Reformistas Europeos
El Grupo de los Conservadores y Reformistas Europeos (en inglés European Conservatives and Reformists Group, ECR Group) es un grupo parlamentario del Parlamento Europeo que se formó tras las elecciones europeas de 2009. Está compuesto principalmente por el Partido de los Conservadores y Reformistas Europeos. Su ideología es conservadora, económicamente liberal, euroescéptica y antifederalista.

## Historia
En 2005, el Partido Conservador británico celebró unas elecciones para su liderazgo. Durante la sexta legislatura del Parlamento Europeo, los diputados del Partido Conservador formaron parte de los Demócratas Europeos (ED), un subgrupo del grupo del Partido Popular Europeo-Demócratas Europeos (PPE-ED), que está dominado por el Partido Popular Europeo (PPE). El aspirante al liderazgo, David Cameron, abogó por la retirada de los conservadores del PPE-ED y la formación de un nuevo grupo. Al asumir el cargo de líder conservador en diciembre de 2005, Cameron indicó que se emprendería inmediatamente el lanzamiento de un nuevo grupo.Los motivos para formar este grupo fueron que el PPE-ED era demasiado federalista, mientras que los conservadores se oponían a una mayor integración europea.
En junio de 2006, Cameron ordenó al Secretario de Asuntos Exteriores en la sombra, William Hague, que garantizara que el nuevo grupo se creara antes del 13 de julio de 2006.Sin embargo, cuando llegó esa fecha, se anunció que el lanzamiento del nuevo grupo del Parlamento Europeo se retrasaría hasta después de las elecciones de 2009.

### Movimiento para la Reforma Europea
Mientras tanto, se fundó una alianza paneuropea, llamada Movimiento para la Reforma Europea (MER), que funcionó fuera del Parlamento Europeo.El mismo día, los partidos Ley y Justicia y Plataforma Cívica de Polonia fueron identificados como miembros potenciales del nuevo grupo. Sin embargo, Plataforma Cívica declaró que no abandonaría el PPE, y Ley y Justicia declaró que planeaba permanecer alineado con la UEN.Al día siguiente, Sir Reg Empey, el líder del Partido Unionista del Úlster (UUP), sugirió que el UUP podría unirse al nuevo grupo después de las elecciones de 2009. En estas elecciones el UUP se presentó bajo la bandera de los Conservadores y Unionistas del Úlster, una alianza electoral entre el Partido Conservador y los Unionistas del Úlster.

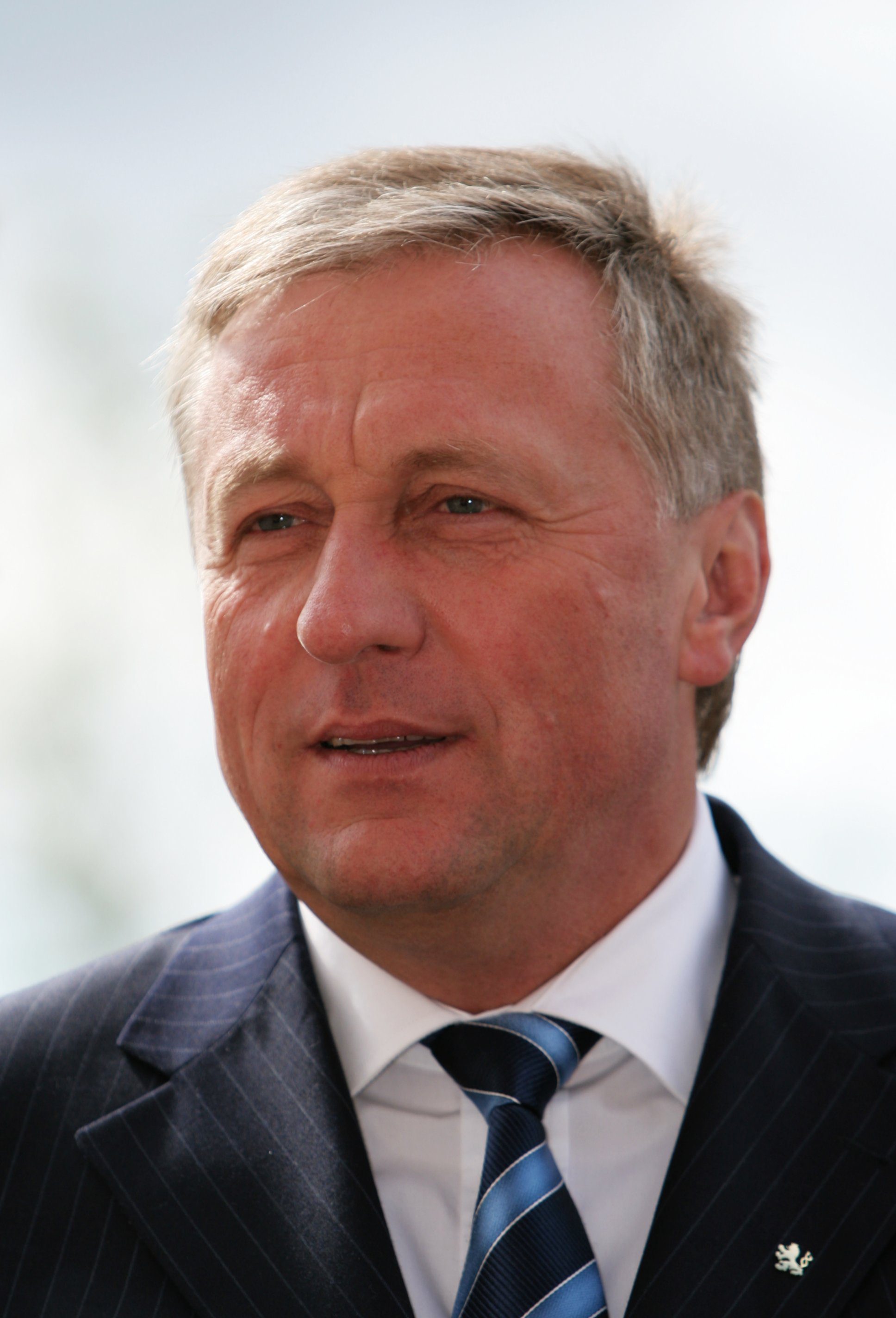
Mirek Topolánek

El Partido Cívico Democrático Checo (ODS) era parte del MER pero su líder, Mirek Topolánek, no descartó permanecer en el PPE-ED.Topolánek luego asistió a la Cumbre del PPE (una reunión de jefes de Estado y de gobierno del Partido Popular Europeo) del 21 de junio de 2007, añadiendo especulaciones sobre la fragilidad del nuevo grupo.
Más tarde, en 2007, las relaciones entre el PPE y el Partido Conservador se deterioraron aún más cuando el PPE expresó su oposición a que el Reino Unido celebrara un referéndum sobre el Tratado de Lisboa, algo por lo que los conservadores habían hecho campaña.
En julio de 2008, el Parlamento Europeo aumentó el umbral de 2009 para la formación de un grupo a 25 miembros y representar a 7 Estados miembros.Topolánek, después de ser reelegido líder del ODS el 7 de diciembre de 2008, asistió a otra cumbre del PPE, el 11 de diciembre de 2008.

### Elecciones al Parlamento Europeo de 2009
A medida que se acercaban las elecciones europeas de 2009, Cameron, Topolánek y el eurodiputado conservador Geoffrey Van Orden (un "hombre clave" del nuevo grupo) buscaban socios. La lista de posibles socios se mantuvo en secreto. 
Las personas o partidos que se rumoreaba que serían posibles socios en el nuevo grupo incluían Ley y Justicia; Liga Norte; el Partido Popular Danés; Por la Patria y la Libertad, Orden y Justicia, el Partido de los Pensionistas; Orden, Derecho y Justicia;  Libertas; Unión Cívica; Acción Electoral de los Polacos en Lituania, Unión Cristiana-SGP; el independiente Indrek Tarand; y la Lijst Dedecker de Derk Jan Eppink; de Estados miembros como la República Checa, Polonia, Italia, Suecia, los estados bálticos y balcánicos, Bélgica, y los Países Bajos. La especulación también consideró los restos del grupo Unión para Europa de las Naciones (UEN), que se pensaba que estaba al borde del colapso tras la decisión del Fianna Fáil de unirse a la Alianza de los Demócratas y Liberales por Europa (ALDE) y la fusión de la Alianza Nacional Italiana con el partido miembro del PPE, Forza Italia. Lajos Bokros, elegido en la lista del Foro Democrático de Hungría (MDF), se unió al grupo porque el PPE no quería aceptarlo por la presión del rival Fidesz.

## Principios fundacionales
La declaración constituyente del grupo de los Conservadores y Reformistas Europeos se ha conocido comúnmente como Declaración de Praga. Los puntos fundamentales de la misma son los siguientes:
1. Libre empresa, libre comercio, comercio justo, competencia, regulación reducida, impuestos más bajos y gobierno limitado como últimos catalizadores de la libertad individual y la prosperidad nacional.
2. Libertad individual, más responsabilidad personal y una mayor responsabilidad y control democrático.
3. Promoción de la energía verde, con énfasis en la seguridad energética.
4. Reconocimiento de la importancia de la familia como unidad básica de la sociedad
5. Defensa de la soberanía nacional de los Estados miembro frente al federalismo europeo y un renovado respeto por el principio de subsidiariedad.
6. Atlantismo y puesta en valor de una relación trasatlántica de cooperación en materia de seguridad y defensa en una OTAN renovada, con apoyo a las jóvenes democracias europeas.
7. Inmigración controlada y control de los procedimientos de asilo para acabar con el fraude en los mismos.
8. Apuesta por unos servicios públicos modernos y eficientes, gestionados a nivel local y que presten atención a las necesidades de las comunidades rurales y urbanas.
9. Acabar con la burocracia y comprometerse a una mayor transparencia y frugalidad en el uso de las instituciones europeas.
10. Respeto y tratamiento equitativo para todos los miembros de la UE, pequeños o grandes, nuevos o viejos.

## Propuestas de unificación fallidas
Partidos como Ley y Justicia (PiS) de Polonia, Hermanos de Italia, el español Vox, Demócratas de Suecia, Solución Griega, Nueva Alianza Flamenca o Forum por la Democracia neerlandés declinaron la oferta hecha por Matteo Salvini, líder de la Liga italiana, para que se sumaran al grupo Identidad y Democracia (ID) con la finalidad de unificar así a todos los eurodiputados de la ultraderecha europea. Salvini solo logró que el Partido Popular Danés y el Partido de los Finlandeses abandonaran el ECR y se integraran en ID. Sin embargo, la salida de Fidesz del grupo del Partido Popular Europeo (PPE) en marzo de 2021 le ha permitido a Salvini relanzar su propuesta, que de tener éxito convertiría a la ultraderecha en el segundo grupo del Parlamento Europeo, por detrás del PPE y por delante de socialistas y liberales.
En julio de 2021, los partidos integrantes de ECR, ID y el Fidesz firmaron una declaración conjunta en la que afirmaban su «compromiso en defensa de una Europa respetuosa con la soberanía, la libertad y las tradiciones de los Estados miembros». La declaración serviría como «base para un trabajo común cultural y político, respetando el papel de los actuales grupos políticos». La primera cumbre de «las fuerzas patrióticas y conservadoras de Europa» tuvo lugar a principios de diciembre de 2021 en Varsovia bajo los auspicios del PiS. Allí acordaron «la alineación de nuestros votos en temas comunes relativos a la protección de la soberanía de los Estados miembros».
La siguiente cumbre tuvo lugar el 29 de enero de 2022 en Madrid y en la misma, como había sucedido en Varsovia, tampoco se llegó a alcanzar un acuerdo para crear un único grupo en el Parlamento Europeo, pero en el comunicado final se dio un paso adelante al afirmar el propósito de «crear una oficina de coordinación como una forma de una cooperación más fuerte entre las formaciones políticas presentes..., con el objetivo de aunar fuerzas y voto en el Parlamento Europeo». El primer ministro polaco Mateusz Morawiecki (del PiS) declaró: «Uno de los asuntos [que hemos tratado] fue acercarnos a un grupo más fuerte dentro del Parlamento Europeo, pero ahora lo importante es trabajar en los valores y el resto de movimientos ya vendrán después».
En la cumbre de Madrid el posible acuerdo entre los partidos de la ultraderecha europea se vio dificultado por las diferentes posturas sobre la crisis ruso-ucraniana de 2021-2022, aunque al final el atlantista primer ministro polaco Morawiecki logró arrancar un acuerdo de mínimos que decía: «Las acciones militares de Rusia en la frontera oriental de Europa nos han conducido al borde de una guerra». En lo que sí estuvieron totalmente de acuerdo los partidos presentes fue en criticar a la Unión Europea por la «ineficacia» de su diplomacia en la crisis, además de acusarla de querer convertirse en un «megaestado ideologizado», que «desprecia la identidad y la soberanía nacional», se aleja «de los ideales europeos cristianos sobre los que se fundó» y pone en riesgo «la supervivencia de la propia civilización occidental». En su lugar proponían que «cada nación debería tener una voz fuerte y solidaria para preservar la paz, la integridad territorial y la inviolabilidad de las fronteras de las naciones europeas» y «la primacía de las constituciones nacionales sobre el derecho de la Unión Europea». Además denunciaron «los ataques motivados políticamente desde Bruselas contra Polonia y Hungría, los cuales demuestran un total desprecio a los principios básicos de la UE y violan el espíritu de los Tratados».
En la reunión de Madrid participaron, además del anfitrión Santiago Abascal (de Vox), Viktor Orbán (Hungría), Morawiecki (Polonia), Marine Le Pen (Francia), Marlene Svazek (Austria), Tom Van Grieken (Bélgica), Krasimir Karakachanov (Bulgaria), Martin Helme (Estonia), Valdemar Tomasevski (Lituania), Rob Roos (Países Bajos) o Aurelian Pavelescu (Rumanía). Matteo Salvini, líder de la Liga, y Giorgia Meloni, de Hermanos de Italia, no acudieron a Madrid a causa de la elección del presidente de la República de Italia que estaba teniendo lugar en Roma. Tampoco asistió ningún dirigente de Alternativa por Alemania.
En 2023, el Partido de los Finlandeses abandonó el grupo Identidad y Democracia y volvió al grupo de los Conservadores y Reformistas Europeos debido a la postura pro-Rusia del grupo Identidad y Democracia y sus vínculos con Vladímir Putin.

## Parlamento Europeo

### Composición actual
El grupo, en la Décima legislatura del Parlamento Europeo, está formado por los siguientes diputados:
| Total                    | Total                                       | Partido político europeo | Partido político europeo                                                                | Partido miembro                                                                     | Partido miembro                            | Diputados         | Diputados            | Diputados            |
| Total                    | Total                                       | Partido político europeo | Partido político europeo                                                                | Partido miembro                                                                     | Partido miembro                            | Respecto al grupo | Respecto a su estado | Respecto a su estado |
| ------------------------ | ------------------------------------------- | --- | --------------------------------------------------------------------------------------- | ----------------------------------------------------------------------------------- | ------------------------------------------ | ----------------- | -------------------- | -------------------- |
|                          | Conservadores y Reformistas Europeos 80/720 | | ECR 52/80                                                                               |                                                                                     | Hermanos de Italia Fratelli d'Italia (FdI) | 24/80             | 24/76                | Italia               |
|                          | Conservadores y Reformistas Europeos 80/720 | Ley y Justicia Prawo i Sprawiedliwość (PiS) | ECR 52/80                                                                               | 18/80                                                                               | 18/53                                      | Polonia           |                      |                      |
|                          | Conservadores y Reformistas Europeos 80/720 | Demócratas de Suecia Sverigedemokraterna (SD) | ECR 52/80                                                                               | 3/80                                                                                | 3/21                                       | Suecia            |                      |                      |
|                          | Conservadores y Reformistas Europeos 80/720 | Partido Democrático Cívico Občanská Demokratická Strana (ODS)                                                                                    | ECR 52/80                                                                               | 3/80                                                                                | 3/21                                       | Chequia           |                      |                      |
|                          | Conservadores y Reformistas Europeos 80/720 | Alianza Nacional "¡Todo por Letonia!"-"Por la Patria y la Libertad/LNNK" Nacionālā Apvienība „Visu Latvijai!”-„Tēvzemei un Brīvībai/LNNK” (NA)   | ECR 52/80                                                                               | 2/80                                                                                | 2/9                                        | Letonia           |                      |                      |
|                          | Conservadores y Reformistas Europeos 80/720 | Acción Electoral de Polacos en Lituania-Alianza de Familias Cristianas Lietuvos Lenkų Rinkimų Akcija – Krikščioniškų Šeimų Sąjunga or (LLRA–KŠS) | ECR 52/80                                                                               | 1/80                                                                                | 1/11                                       | Lituania          |                      |                      |
|                          | Conservadores y Reformistas Europeos 80/720 | Partido Alternativo de la Reforma Democrática Alternativ Demokratesch Reformpartei (ADR)                                                         | ECR 52/80                                                                               | 1/80                                                                                | 1/6                                        | Luxemburgo        |                      |                      |
|                          | Conservadores y Reformistas Europeos 80/720 | EFA 3/78 |                                                                                         | Alianza Neo-Flamenca Nieuw-Vlaamse Alliantie (NVA)                                  | 3/80                                       | 3/22              | Bélgica              |                      |
|                          | Conservadores y Reformistas Europeos 80/720 | ECPM 2/80 |                                                                                         | Partido Nacional Conservador Rumano Partidul Național Conservator Român (PNCR)      | 1/80                                       | 1/33              | Rumania              |                      |
|                          | Conservadores y Reformistas Europeos 80/720 | ECPM 2/80 | Partido Político Reformado Staatkundig Gereformeerde Partij (SGP)                       | 1/80                                                                                | 1/31                                       | Países Bajos      |                      |                      |
|                          | Conservadores y Reformistas Europeos 80/720 | Ninguno 21/80 |                                                                                         | Alianza para la Unión de los Rumanos Partidul Alianța pentru Unirea Românilor (AUR) | 5/80                                       | 5/33              | Rumania              |                      |
|                          | Conservadores y Reformistas Europeos 80/720 | Ninguno 21/80 | Identidad-Libertades Identité-Libertés (IDL)                                            | 4/80                                                                                | 4/81                                       | Francia           |                      |                      |
|                          | Conservadores y Reformistas Europeos 80/720 | Ninguno 21/80 | Polonia Soberana Suwerenna Polska (SP)                                                  | 2/80                                                                                | 2/53                                       | Polonia           |                      |                      |
|                          | Conservadores y Reformistas Europeos 80/720 | Ninguno 21/80 | Solución Griega Ελληνική Λύση (ΕΛ)                                                      | 2/80                                                                                | 2/21                                       | Grecia            |                      |                      |
|                          | Conservadores y Reformistas Europeos 80/720 | Ninguno 21/80 | Demócratas de Dinamarca Danmarksdemokraterne (DD)                                       | 1/80                                                                                | 1/15                                       | Dinamarca         |                      |                      |
|                          | Conservadores y Reformistas Europeos 80/720 | Ninguno 21/80 | Frente Nacional Popular Εθνικό Λαϊκό Μέτωπο (ΕΛΜ)                                       | 1/80                                                                                | 1/6                                        | Chipre            |                      |                      |
|                          | Conservadores y Reformistas Europeos 80/720 | Ninguno 21/80 | Existe Tal Pueblo Има такъв народ (ИТН)                                                 | 1/80                                                                                | 1/17                                       | Bulgaria          |                      |                      |
|                          | Conservadores y Reformistas Europeos 80/720 | Ninguno 21/80 | Hogar y Encuentro Nacional Dom i Nacionalno Okupljanje (DOMiNO)                         | 1/80                                                                                | 1/12                                       | Croacia           |                      |                      |
|                          | Conservadores y Reformistas Europeos 80/720 | Ninguno 21/80 | Lista Unida Apvienotais Saraksts (AS)                                                   | 1/80                                                                                | 1/9                                        | Letonia           |                      |                      |
|                          | Conservadores y Reformistas Europeos 80/720 | Ninguno 21/80 | Partido de los Finlandeses Perussuomalaiset (PS)                                        | 1/80                                                                                | 1/15                                       | Finlandia         |                      |                      |
|                          | Conservadores y Reformistas Europeos 80/720 | Ninguno 21/80 | Unión de los Campesinos y Verdes Lituanos Lietuvos Valstiečių ir Žaliųjų Sąjunga (LVŽS) | 1/80                                                                                | 1/11                                       | Lituania          |                      |                      |
|                          | Conservadores y Reformistas Europeos 80/720 | Ninguno 21/80 | Independientes                                                                          | 1/80                                                                                | 1/7                                        | Estonia           |                      |                      |
| Independientes (Ex-SALF) | Conservadores y Reformistas Europeos 80/720 | Ninguno 21/80 | 2/80                                                                                    | 2/61                                                                                | España                                     |                   |                      |                      |

### Antiguas legislaturas
| País            | Partido                                                                      | Partido Europeo | Líder                 | Diputados |
| --------------- | ---------------------------------------------------------------------------- | --------------- | --------------------- | --------- |
| Alemania        | Partido de las Familias de Alemania                                          | ECPM            | Helmut Geuking        | 1/96      |
| Alemania        | Alianza Alemania                                                             | Ninguno         | Steffen Große         | 1/96      |
| Bélgica         | Nueva Alianza Flamenca                                                       | EFA             | Bart De Wever         | 3/21      |
| Bulgaria        | Organización Revolucionaria Interior Macedonia – Movimiento Nacional Búlgaro | ECR             | Krasimir Karakachanov | 2/17      |
| Croacia         | Partido Conservador Croata                                                   | ECR             | Marijan Pavliček      | 1/12      |
| Eslovaquia      | Libertad y Solidaridad                                                       | ECR             | Richard Sulík         | 2/14      |
| España          | VOX                                                                          | ECR             | Santiago Abascal      | 4/59      |
| Finlandia       | Partido de los Finlandeses                                                   | Ninguno         | Riikka Purra          | 2/14      |
| Grecia          | Solución Griega                                                              | Ninguno         | Kyriakos Velopoulos   | 1/21      |
| Italia          | Hermanos de Italia                                                           | ECR             | Giorgia Meloni        | 6/76      |
| Letonia         | Alianza Nacional                                                             | ECR             | Raivis Dzintars       | 2/8       |
| Lituania        | Acción Electoral de Polacos en Lituania                                      | ECR             |                       | 1/11      |
| Países Bajos    | Foro para la Democracia                                                      | ECR             | Thierry Baudet        | 3/29      |
| Países Bajos    | Partido Político Reformado                                                   | ECPM            | Dick van Meeuwen      | 1/29      |
| Polonia         | Ley y Justicia                                                               | ECR             | Mateusz Morawiecki    | 24/52     |
| Polonia         | Polonia Unida                                                                | Ninguno         | Zbigniew Ziobro       | 2/52      |
| República Checa | Partido Democrático Cívico                                                   | ECR             | Petr Fiala            | 4/21      |
| Suecia          | Demócratas de Suecia                                                         | ECR             | Jimmie Åkesson        | 3/21      |
| Total           | Total                                                                        | Total           | Total                 | 63/705    |

| País                                 | Partido                                                                      | Partido Europeo | Diputados |
| ------------------------------------ | ---------------------------------------------------------------------------- | --------------- | --------- |
| Alemania                             |                                                                              |                 |           |
| Reformadores Liberal-Conservadores   | AECR                                                                         | 4/96            |           |
| Alianza C - Cristianos para Alemania | ECPM                                                                         | 1/96            |           |
| Independiente                        | Ninguno                                                                      | 1/96            |           |
| Bélgica                              | Nueva Alianza Flamenca                                                       | EFA             | 4/21      |
| Bulgaria                             | Organización Revolucionaria Interior Macedonia – Movimiento Nacional Búlgaro | Ninguno         | 1/17      |
| Bulgaria                             | Recargar Bulgaria                                                            | AECR            | 1/17      |
| Croacia                              | Partido Conservador Croata                                                   | AECR            | 1/12      |
| Chipre                               | Movimiento Solidaridad                                                       | AECR            | 1/6       |
| Dinamarca                            | Partido Popular Danés                                                        | AECR            | 3/13      |
| Eslovaquia                           | Libertad y Solidaridad                                                       | AECR            | 1/13      |
| Eslovaquia                           | Nueva Mayoría                                                                | AECR            | 1/13      |
| Eslovaquia                           | Gente Común                                                                  | ECPM            | 1/13      |
| Finlandia                            | Partido de los Finlandeses                                                   | AECR            | 2/13      |
| Grecia                               | Independiente                                                                | Ninguno         | 1/21      |
| Irlanda                              | Fianna Fáil                                                                  | Ninguno         | 1/11      |
| Italia                               | Hermanos de Italia                                                           | AECR            | 2/73      |
| Italia                               | Dirección Italia                                                             | AECR            | 2/73      |
| Letonia                              | Alianza Nacional                                                             | AECR            | 1/8       |
| Lituania                             | Acción Electoral de Polacos en Lituania                                      | AECR            | 1/11      |
| Países Bajos                         | Unión Cristiana                                                              | ECPM            | 1/26      |
| Países Bajos                         | Partido Político Reformado                                                   | ECPM            | 1/26      |
| Polonia                              | Ley y Justicia                                                               | AECR            | 14/51     |
| Polonia                              | Derecha de la República                                                      | ECPM            | 1/51      |
| Polonia                              | Independiente                                                                | Ninguno         | 4/51      |
| Reino Unido                          | Partido Conservador                                                          | AECR            | 18/73     |
| Reino Unido                          | Partido Unionista del Úlster                                                 | AECR            | 1/73      |
| República Checa                      | Partido Democrático Cívico                                                   | AECR            | 2/21      |
| Rumania                              | M10                                                                          | AECR            | 1/32      |
| Suecia                               | Demócratas de Suecia                                                         | Ninguno         | 2/20      |
| Total                                | Total                                                                        | Total           | 75/751    |